# 愛し君へ (GReeeeNの曲)
「愛し君へ」（いとしきみへ）は、GReeeeNの楽曲で、22枚目のシングル。2013年8月21日にNAYUTAWAVE RECORDSから発売された。

## 概要
前作「HEROES」に続いてドラマタイアップとなっている。
初回限定盤と通常盤の2形態で発売され、初回盤には、「愛し君へ」のミュージック・ビデオを収録したDVDが同梱されている。ベストアルバム「C、Dですと!?」では表記はないものの、シングルとはやや異なったアレンジで収録されている。

## 収録曲
（全作詞・作曲：GReeeeN　編曲：JIN）
1. 愛し君へ [4:20]
  - フジテレビ系木曜劇場『Oh,My Dad!!』主題歌
2. ありがとうなんて言わなくても全部わかってるんだ feat.JIN [4:18]
  - フジテレビ系木曜劇場『Oh,My Dad!!』挿入歌

## 収録アルバム
- 今から親指が消える手品しまーす。（#1）
- C、Dですと!?（#1、アレンジが異なるバージョン）
- ALL SINGLeeeeS 〜& New Beginning〜（#1）
- ロッキンビーツ (#1、アレンジが異なるバージョン)